# 公茂栋
公茂棟（1964年—），男，山东蒙阴人，中华人民共和国军事、第十四屆全國人大代表、政治人物。中国人民解放军少将军衔。
歷任中國人民解放軍第27集团军参谋长，第75集團軍軍長。
在2022年8月的报道中，其职位为南部战区陆军少将副司令员。2023年，转任西部战区副参谋长。